# Geneva Whoppers 2021
Questa voce raccoglie le informazioni riguardanti i Geneva Whoppers nelle competizioni ufficiali della stagione 2021.

## Lega B 2021

### Stagione regolare
| Bienne 15 agosto 2021, ore 14:00 1ª giornata | Bienna Jets | 50 – 0 | Geneva Whoppers | Sportplatz Mettmoos |

| Plan-les-Ouates 22 agosto 2021, ore 14:00 2ª giornata | Geneva Whoppers | 6 – 2 | Fribourg Cardinals | Centre sportif des Cherpines |

| Thun 29 agosto 2021, ore 14:00 3ª giornata | Thun Tigers | 49 – 0 | Geneva Whoppers | Stadion Lachen |

| Friburgo 12 settembre 2021, ore 14:00 5ª giornata | Fribourg Cardinals | 41 – 8 | Geneva Whoppers | Stade du Guintzet |

| Plan-les-Ouates 19 settembre 2021, ore 14:00 6ª giornata | Geneva Whoppers | 7 – 55 | Thun Tigers | Centre sportif des Cherpines |

| Plan-les-Ouates 26 settembre 2021, ore 14:00 7ª giornata | Geneva Whoppers | 24 – 60 | Bienna Jets | Centre sportif des Cherpines |

### Playoff
| 10 ottobre 2021 Quarti di finale | Sankt Gallen Bears | 50 – 0 | Geneva Whoppers |  |

## Statistiche di squadra
| Competizione      | %Vittorie | In casa | In casa | In casa | In casa | In casa | In casa | In trasferta | In trasferta | In trasferta | In trasferta | In trasferta | In trasferta | Totale | Totale | Totale | Totale | Totale | Totale |
| Competizione      | %Vittorie | G       | V       | N       | P       | Pf      | Ps      | G            | V            | N            | P            | Pf           | Ps           | G      | V      | N      | P      | Pf     | Ps     |
| ----------------- | --------- | ------- | ------- | ------- | ------- | ------- | ------- | ------------ | ------------ | ------------ | ------------ | ------------ | ------------ | ------ | ------ | ------ | ------ | ------ | ------ |
| Stagione regolare | .167      | 3       | 1       | 0       | 2       | 37      | 117     | 3            | 0            | 0            | 3            | 8            | 140          | 6      | 1      | 0      | 5      | 45     | 257    |
| Playoff           | .000      | 0       | 0       | 0       | 0       | 0       | 0       | 1            | 0            | 0            | 1            | 0            | 50           | 1      | 0      | 0      | 1      | 0      | 50     |
| Totale            | .143      | 3       | 1       | 0       | 2       | 37      | 117     | 4            | 0            | 0            | 4            | 8            | 190          | 7      | 1      | 0      | 6      | 45     | 307    |